# Haliplus rugosus
Haliplus rugosus är en skalbaggsart som beskrevs av Roberts 1913. Haliplus rugosus ingår i släktet Haliplus och familjen vattentrampare. Inga underarter finns listade i Catalogue of Life.